# 昆明湖街道
昆明湖街道，是中华人民共和国辽宁省沈阳市铁西区下辖的一个乡镇级行政单位。

## 行政区划
昆明湖街道下辖以下地区：
建农社区、燕塞湖社区、洪湖社区、三隆社区、星海社区、云海社区、军营社区、七号街社区、宁新社区、中央湖畔社区、隆湖社区、熙湖社区、西三环社区、和谐社区、龙江湖社区、沧海社区、雨山湖社区、大明湖社区、花海社区、林海社区、连城社区、幸福大道社区、工人文化宫社区、学院社区、湿地公园社区、昆溪社区、张士村、安乐村、团结村、共和村、高明村和四台子村。